# Jean Rochefort
Jean Rochefort (París, 29 d'abril de 1930 - 9 d'octubre de 2017) fou un actor francès.
Com els seus amics Jean-Pierre Marielle i Philippe Negrat, Jean Rochefort es va imposar a poc a poc com una figura del cinema francès des dels anys 1960. Conegut per la seva veu càlida i el seu bigoti, va actuar en prop de cent dotze films (cent cinquanta si es compten els telefilms).
En principi consagrat a segons papers, sobretot al costat de Jean-Paul Belmondo a Cartouche, Les Tribulacions d'un xinès a la Xina oL'Héritier, es va imposar com un actor principal des de 1972 amb el seu paper d'Alexandre Boursault a Les Feux de la Chandeleur , pel·lícula on té per companys Annie Girardot, Claude Jade i Bernard Le Coq.
Rochefort va ser al cap de munt del repartiment de diverses pel·lícules franceses notables, entre les quals Le Grand Blond avec une chaussure noire, L'Horloger de Saint-Paul, Que la fête commence, Un éléphant ça trompe énormément i la seva continuació, Nous irons tous au paradis, Le Crabe-tambour, Le Moustachu, Tandem, El marit de la perruquera (Le mari de la coiffeuse), Ridicule, o Sortir de l'armari (Le Placard). Alternant papers en pel·lícules de gran públic i en pel·lícules d'autor, ha esdevingut una figura emblemàtica del cinema francès.
Jean Rochefort va ser diverses vegades premiat, amb dos Premis César per papers el 1976 i 1978, i un César d'honor, coronant el conjunt de la seva carrera.

## Biografia
Nascut a París, de Célestin Rochefort i Fernande Guillot, Jean Rochefort creix a Vichy, durant la Segona Guerra Mundial després a Vincennes. Té dinou anys quan entra a l'Escola nacional superior d' arts i tècniques del teatre. Entra després al Conservatori nacional superior d'art dramàtic de París.
Després del seu servei militar el 1953, treballa amb la Companyia Grenier Hussenot com a actor durant set anys. Destaca per a la seva facilitat a interpretar tant el drama com la comèdia.
Comença la seva carrera al teatre als vint-i-tres anys. Queda satisfet per aquesta experiència, ja que ha interpretat autors anglesos com Pinter i ha tingut companys sublims com Delphine Seyrig. Fa la seva última obra als vint-i-vuit anys.
En el cinema, coneix l'èxit des de 1961 amb Cartutx, després amb Les Tribulacions d'un de Xinès a la Xina el 1965. Portat per l'èxit, continua amb el rodatge de tres episodis de la sèrie Angélique, Marquése des anges  entre 1964 i 1966.
En el cinema, dirigeix dos curtmetratges documentals, Rosine el 1973, que testimonia la seva passió pels cavalls i segueix les proves d'equitació d'una jove altiva a Coëtquidan, i T'es fou Marcel... el 1974, un retrat del comediant Marcel Dalio. Estableix forta amistat amb Philippe Negrat i Jean-Pierre Marielle.
L'any 1973 marca un tombant en la seva carrera. Obté un paper en L'Horloger de Saint-Paul.Jean Rocheport considera que aquesta pel·lícula ha fet l'actor que seria. Explica que el director, Bertrand Tavernier, li ha ensenyat a deixar-se anar devant de la càmera que, abans, l'impressionava.

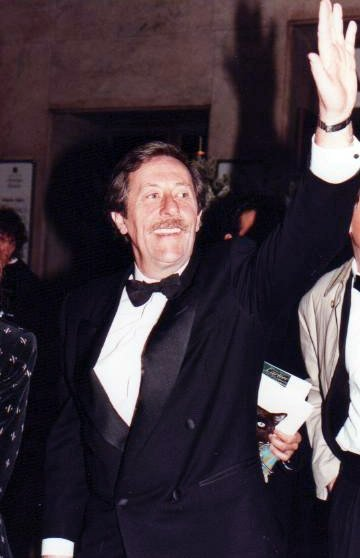
Jean Rocheport el 1991 a la 16a cerimònia dels César

La seva personalitat el porta a interpretar nombroses comèdies famoses, com els dos díptics del Le Grand Blond avec une chaussure noire (1972-1974) i d'Un éléphant ça trompe énormément (1976-77), així com La Grande Cuisine (1978). Però destaca igualment en papers dramàtics, gràcies als quals guanya dos Premis César. Reconeix també haver rodat molts nyaps per sadollar la seva passió pels cavalls. En diu d'aquestes pel·lícules «pel·lícules civada».
El 2000, és Don Quixot en el projecte de pel·lícula inacabada L'Home que ha matat Don Quixot de Terry Gilliam amb Johnny Depp i Vanessa Paradis. En aquest rodatge, que acaba en catàstrofe, Jean Rocheport pateix una doble hèrnia discal, impedint-li per sempre pujar a cavall. La producció s'atura. El 2006, participa en el clip de Vincent Delerm, Sous les avalanches.
El 2007, actua amb el seu fill Julien Rocheport en un telefilm adaptat d'un conte de Guy de Maupassant, Hautot père et fils. Participa igualment en l'àlbum Mécanique du cœur del grup francès Dionysos.
El 2008, presideix la cerimònia dels Césars.

### Equitació
El seu avi era criador de cavalls. A la trentena, en el transcurs del rodatge de Cartouche el 1962, descobreix una passió pels cavalls i l'equitació. Esdevé criador de cavalls i té Le Haras de Villequoy . Afirma haver portat un centenar de poltres al món.
La seva passió eqüestre el va portar a esdevenir igualment consultor per a France Television, per a qui ha comentat diverses proves eqüestres, com la dels Jocs Olímpics d'Estiu de 2004, així com la cerimònia d'obertura.

### Vida privada
El 1960 es va casar amb Alexandra Moscwa, amb qui va tenir tres fills: Marie (1962), Julien (1965) i Guillaume. Tindrà després altres tres fills: Pierre (1981) amb Nicole Garcia, després Louise (1990) i Clémence (1992), amb la seva segona esposa, l'arquitecte Françoise Vidal.

## Filmografia

### Actor

#### Cinema
Anys 1950
- 1955: Rencontre a Paris de Georges Lampin: L'intern
- 1958: Une balle a le canon de Charles Gérard i Michel Deville
- 1959: Léon Garros ishchet duga de Marcello Pagliero: Fernand

Anys 1960
- 1961: Le capitain Fracasse de Pierre Gaspard-Huit: Malartic
- 1961: Le Soleil a l'œil de Jacques Bourdon
- 1961: Cartouche de Philippe de Broca: La Taupe
- 1962: Le Masque de fer d'Henri Decoin: Lastreaumont
- 1962: Fort du fou de Léo Joannon: Hérange
- 1963: Symphonie per un massacre de Jacques Deray: Jabeke
- 1963: La Porteuse de pain de Maurice Cloche: Ovide Soliveau
- 1963: Du grabuge chez les veuves de Jacques Poitrenaud: L'inspector Laforêt
- 1963: La Foire aux cancres de Louis Daquin: El pare de Didier
- 1964: Les Pieds Nickelés de Jean-Claude Chambon: Croquignol
- 1964: Angélique, Marquése des anges de Bernard Borderie: Desgrez, el cap de la polícia
- 1964: Merveilleuse Angélique de Bernard Borderie: Desgrez
- 1964: Ah ! Les Belles familles / Le Belle Famiglie, (esquetx Amare è un po' morire) d'Ugo Gregoretti: El Marqués Osvaldo
- 1965: Les Tribulations d'un Chinois en Chine de Philippe de Broca: Léon
- 1965: Angélique et le Roy de Bernard Borderie: Desgrez
- 1966: À cœur joie de Serge Bourguignon: Philippe
- 1966: Qui êtes-vous, Polly Maggoo ? de William Klein: Grégoire Pecque
- 1967: Ne jouez pas amb les Martiens d'Henri Lanoë: René Mastier
- 1967: Per un amour lointain d'Edmond Séchan: Guillaume
- 1967: Le Dimanche de la vie de Jean Herman: El capità Bordeille
- 1968: Le Diable per la queue de Philippe de Broca: El comte Georges
- 1969: Le Temps de mourir d'André Farwagi: Hervé Breton

Anys 1970
- 1970: La Liberté en croupe d'Édouard Molinaro: Moss
- 1970: Céleste de Michel Gast: Georges Cazenave
- 1972: L'ou (L'Œuf) (de Félicien Marceau), film de Jean Herman: Victor Dugommier
- 1972: Le Grand Blond avec une chaussure noire d'Yves Robert: el coronel Toulouse
- 1972: Les Feux de la Chandeleur de Serge Korber: Alexandre Boursault
- 1972: L'Héritier de Philippe Labro: André Berthier, anomenat « le nonce »
- 1972: Le Complot de René Gainville: Dominique
- 1973: Bel ordure de Jean Marbœuf: l'inspector
- 1973: Salut l'artiste d'Yves Robert: Clément
- 1973: Dio, sei proprio un padreterno ! de Michele Lupo: Louis Annunziata
- 1973: Comment réussir quand on est con et pleurnichard de Michel Audiard: Foisnard
- 1973: L'Horloger de Saint-Paul de Bertrand Tavernier: l'inspector Guilboud
- 1974: Le Retour du grand blond d'Yves Robert: el coronel Toulouse
- 1974: Le Fantôme de la liberté de Luis Buñuel: Legendre
- 1974: Isabelle devant le désir de Jean-Pierre Berckmans: monsieur Vaudois
- 1974: Mio Dio come sono caduta in basso! de Luigi Comencini: Henri de Sarcey
- 1974: Les Innocents aux mains sales de Claude Chabrol: maître Albert Légal
- 1975: En Lykkelig skilsmisse de Henning Carlsen: Jean-Baptiste Morin
- 1975: Les vécés étaient fermés de l'intérieur de Patrice Leconte: el comissari Pichard
- 1975: Les Magiciens de Claude Chabrol: Édouard
- 1975: Que la fête commence de Bertrand Tavernier: l'abat Dubois
- 1976: Calmos de Bertrand Blier: Albert
- 1976: Le Diable a la boîte de Pierre Lary: Alain Brissot
- 1976: Un éléphant ça trompe énormément d'Yves Robert: Étienne Dorsay
- 1977: Le Crabe-tambour de Pierre Schœndœrffer: el comandant
- 1977: Nous irons tous au paradis d'Yves Robert: Étienne Dorsay
- 1977: Who Is Killing The Great Caps of Europe? de Ted Kotcapf: Auguste Grandvilliers
- 1978: Le Cavaleur de Philippe de Broca: Édouard Choiseul
- 1978: French postcards de William Huyck: monsieur Tessier
- 1979: Grandison de Joachim Kurz: Carl Grandison
- 1979: Courage, fuyons d'Yves Robert: Martin Belhome / Adrien Belhome
- 1979: Chère inconnue de Moshé Mizrahi: Gilles Martin

Anys 1980
- 1980: Odio le bionde de Giorgio Capitani: Donald Rose
- 1980: Un étrange voyage d'Alain Cavalier: Pierre
- 1981: Il faut tuer Birgitt Haas de Laurent Heynemann: Charles-Philippe Bauman
- 1981: L'Indiscrétion de Pierre Lary: Alain Tescique
- 1982: Le Grand Frère de Francis Girod: Charles-Henri Rossi
- 1983: Un dimanche de Police de Michel Vianey: Rupert
- 1983: L'Ami de Vincent de Pierre Granier-Deferre: Vincent Lamarre
- 1984: Frankenstein 90 d'Alain Jessua: Victor Frankenstein
- 1984: Réveillon chez Bob de Denys Granier-Deferre: Louis Alban
- 1985: David, Thomas et les autres de László Szabó: M. Louis
- 1985: La Galette du Roi de Jean-Michel Ribes: Arnold III
- 1987: Le Moustachu de Dominique Chaussois: El capità Duroc
- 1987: I miei primi quarant'anni de Carlo Vanzina: Principe Riccio
- 1987: Tandem de Patrice Leconte: Michel Mortez
- 1989: Jo sóc el senyor del castell (Je suis le seigneur du château) de Régis Wargnier: Monsieur Bréaud

Anys 1990
- 1990: El marit de la perruquera (Le Mari de la coiffeuse) de Patrice Leconte: Antoine
- 1990: Le Château de ma mère d'Yves Robert: Lois de Monmajour / Adolphe Cassignol
- 1991: Amoureux fou de Robert Ménard: Rudolph
- 1992: Le Bal des casse-pieds d'Yves Robert: Henri Sauveur
- 1992: El llarg hivern de Jaime Camino: Jordi Casals
- 1992: Le Visionarium de Jeff Blyth: Lluís XV
- 1992: L'Atlantide de Bob Swaim:
- 1993: Tango de Patrice Leconte: Bellhop
- 1993: Cible émouvante de Pierre Salvadori: Victor Meynard
- 1993: Tombés du ciel de Philippe Lioret: Arturo Conti
- 1994: Et ensuite, le feu de Fabio Carpi: Amedeo
- 1994: Prêt-à-Porter de Robert Altman: inspector Tantpis
- 1995: Tom est tout seul de Fabien Onteniente: Jean-Pierre
- 1995: Même heure, l'année prochaine de Gianfrancesco Lazotti: Raffaele
- 1996: Palace de Joan Gràcia, Paco Mir i Carles Sans: Thomas Fausto
- 1996: Les Grands Ducs de Patrice Leconte: Eddie Carpentier
- 1996: Ridicule de Patrice Leconte: El Marqués de Bellegarde
- 1996: Never Ever de Charles Finch: Gérard Panier
- 1997: Barracuda de Philippe Haïm: Monsieur Clément
- 1998: Le Serpent a mangé la grenouille d'Alain Guesnier: Monsieur Moreau
- 1998: Le vent en emporte autant d'Alejandro Agresti: Edgard Wexley
- 1998: In and out of fashion de William Klein: Fitxers d'archives
- 1999: Rembrandt de Charles Matton: Nicolaes Tulp

Anys 2000

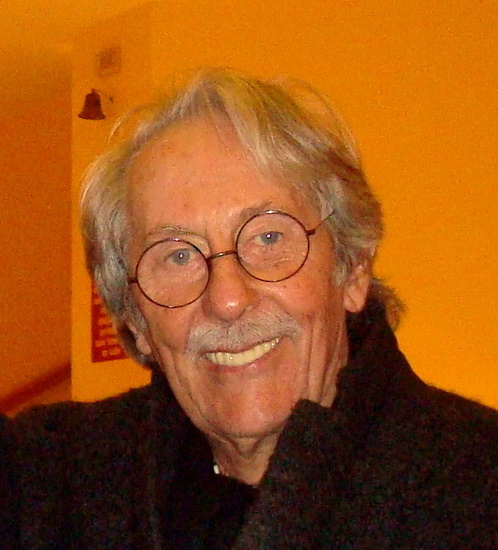
Jean Rochefort a Saint-Malo, febrer 2009

- 2000: La Vie sans secret de Walter Nions de Hugo Gélin: Walter Nions
- 2000: À propos de Buñuel (documental) de José Luis Lopez Linares i Javier Rioyo: Ell mateix
- 2001: Sortir de l'armari (Le Placard) de Francis Veber: Kopel, El director de la fàbrica
- 2001: The Man Who Killed Don Quixote de Terry Gilliam: Don Quixot (inacabada)
- 2001: Honolulu Baby de Maurizio Nichetti: Cri-Cri
- 2002: L'Homme du train de Patrice Leconte: Manesquier
- 2002: Blanche de Bernie Bonveí: El cardenal Mazarin
- 2003: Les Clefs de bagnole de Laurent Baffie: Un artista que refusa de rodar amb Laurent
- 2004: Rrrrrr!!! d'Alain Chabat: Lucie
- 2005: Akoibon de Édouard Baer: Chris Barnes
- 2005: L'infern (L'enfer) de Danis Tanović: Louis
- 2006: Ne le dis à personne de Guillaume Canet: Gilbert Neuville
- 2006: Désaccord parfait d'Antoine de Caunes: Louis Ruinard
- 2007: Les Vacances de Mr. Bean de Steve Bendelack: El maitre d'hotel
- 2007: La Clef de Guillaume Nicloux: Joseph Arp
- 2008: J'ai toujours rêvé d'être un gangster de Samuel Benchetrit: Jean
- 2008: Agathe Cléry d'Étienne Chatiliez: Louis Guinard

Anys 2010

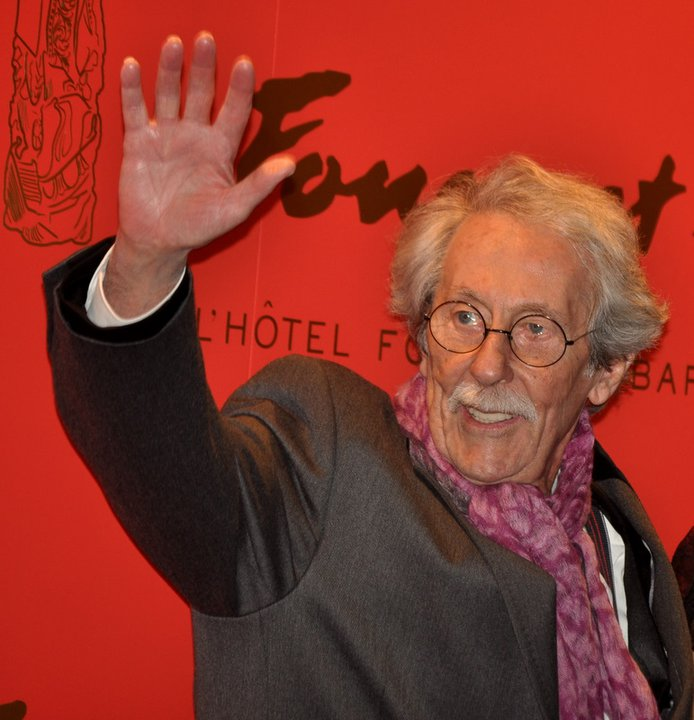
Jean Rocheport el 2011 a la 36a cerimònia dels César

- 2012: Astérix et Obélix: Au service de sa Majesté de Laurent Tirard: Lucius Fouinus
- 2012: El artista y la modelo de Fernando Trueba: Marc Cros
- 2015: Floride de Philippe le Guay: Claude Lherminier[5]

#### Televisió
- 1956: Fiancés du paradis de Lazare Iglesis: le serpent
- 1958: Monsieur de Saint-Germain de Philippe Ducrest: inspector
- 1958: La Dame de pique de Stellio Lorenzi: Tomski
- 1958: La caméra explore le temps: La Mort de Marie-Antoinette d'Àustria
- 1961: La caméra explore le temps: Les Templiers
- 1961: Loin de Rueil de Claude Barma: Jacques l'Aumône
- 1961: El maritage de Figaro de Marcel Bluwal: Comte Almaviva
- 1962: La Lettre à un taxi de Pierre Badel: Paul
- 1962: La Nuit des Rois de Claude Barma: Sir André
- 1963: Le Scieur de long de Marcel Bluwal: Jean-Marie Bonnefoit
- 1965: Genousie de Claude Loursais: Philippe Hassingor
- 1965: Le Naïf amoureux de Philippe Ducrest: Paul
- 1967: Le Lapin de Noël de Jean-Pierre Bastid a l'emissió Dim, Dam, Dom
- 1968: Don Juan revient de guerre de Marcel Cravenne: Don Juan
- 1971: Le Misanthrope (Molière), per Pierre Dux: Alceste
- 1983: Le Scénario défendu de Michel Mitrani: Antoine Rossi
- 1983: Les chiens de Jérusalem de Fabio Carpi: Nicodème
- 1985: L'Énigme blanche de Peter Kassovitz: Henri
- 1988: Guerra di spie de Duccio Tessari: Giovanni Sperelli
- 1988: Sueurs froides: Un cœur de pierre d'Alain Bonnot: Arnaud Delamarre
- 1990: La Seconde de Christopher Frank: Farou
- 1995-2001: Les Bœuf-carottes: Comissari Antoine Venturi (sèrie TV de 9 episodis)
- 1995: Clara et son juge de Joël Santoni: el jutge Larcher
- 1998: Le Comte de Monte-Cristo de Josée Dayan: Fernand Mondego
- 2002: Saint-Germain ou la Négociation de Gérard Corbiau: Henri de Malassise
- 2004: Frankenstein de Kevin Connor: el cec que toca el violí
- 2006: Chez Maupassant: Hautot père et fils de Marc Rivière: Hautot pare
- 2010: Le Grand restaurant de Gérard Pullicino: un client
- 2011: Belmondo, itinéraire... de Vincent Perrot i Jeff Domenech: Témoignage

#### Documental
- 2002: Lost in La Mancha de Keith Fulton & Louis Pepe: ell mateix

#### Clips
- 2006: Clip Sous les avalanches de Vincent Delerm
- 2008: Clip L'homme sans trucage de Dionysos

#### Publicitat
- 2003: Journées du handicap mental (TV)
- 2008: Primera campanya de publicitat per les assegurances Amaguiz (TV)
- 2010: Segona campanya de publicitat per les assegurances Amaguiz (TV)

### Direcció
- 1973: Rosine - curt (+ guionista i actor)
- 1974: T'es fou Marcel... - curt, amb Marcel Dalio i Jean-Paul Belmondo entre d'altres.
- 2010: Cavaliers seuls - documental codirigit amb Delphine Gleize

## Veu off i narració

### Cinema
- 1971: Les Malheurs d'Alfred o de Pierre Richard
- 1995: Affinita elective de Vittorio i Paolo Taviani: veu del narrador
- 2003: Il était une fois Jean-Sébastien Bach de Jean-Louis Guillermou: El narrador
- 2003: Fanfan la Tulipa de Gérard Krawczyk: veu del narrador

### Televisió
- 1978: Encyclopédie audiovisuelle du cinema (TV): narrador
- 1985: Les Aventures de Winnie l'ourson: (sèrie TV), narrador
- 2004: Les Bottes de Renaud Bertrand: veu del narrador
- 2005: De Gaulle intime: narrador del documental
- 2010: Doctor Tom de Tristan Carné: narrador

## Teatre
- 1953: Azouk d'Alexandre Rivemale, posada en escena Jean-Pierre Grenier, Teatre Fontaine
- 1953: L'Huitre i la perle de William Saroyan, posada en escena Jean-Pierre Grenier, Teatre Fontaine
- 1953: Les Images d'Épinal d'Albert Vidalie, posada en escena Jean-Pierre Grenier, Cabaret La Fontaine des Quatre-Saisons
- 1954: Responsabilité limitée de Robert Hossein, posada en escena Jean-Pierre Grenier, Teatre Fontaine
- 1954: L'Amour des quatre coronels de Peter Ustinov, Adaptació Marc-Gilbert Sauvajon, posada en escena Jean-Pierre Grenier, Teatre Fontaine
- 1957: Romanoff et Juliette de Peter Ustinov, posada en escena Jean-Pierre Grenier, Teatre Marigny
- 1957: L'Amour des quatre coronels de Peter Ustinov, posada en escena Jean-Pierre Grenier, Teatre de l'Ambigu-Comique
- 1958: Tessa la nymphe au cœur fidèle de Jean Giraudoux adaptació de Basil Dean i Margaret Kennedy, posada en escena Jean-Pierre Grenier, Teatre Marigny
- 1958: L'Étonnant Pennypacker de Liam O'Brien, posada en escena Jean-Pierre Grenier, Teatre Marigny
- 1960: Champignol malgré lui de Georges Feydeau i Maurice Desvallières, posada en escena Jean-Pierre Grenier, Teatre Marigny
- 1960: Le Comportement des Bredburry de François Billetdoux, posada en escena de l'autor, Teatre des Mathurins
- 1960: Génousie de René de Obaldia, posada en escena Roger Mollien, Teatre national populaire, Teatre Récamier
- 1961: Loin de Rueil de Maurice Jarre i Roger Pillaudin adaptació de Raymond Queneau, posada en escena Maurice Jarre i Jean Vilar, TNP Teatre national de Chaillot
- 1962: Frank V de Friedrich Dürrenmatt, posada en escena André Barsacq, Teatre de l'Atelier
- 1964: Cet animal étrange de Gabriel Arout adaptació d'Anton Tchekhov, posada en escena Claude Régy, Teatre Hébertot
- 1965: La Collection i L'Amant de Harold Pinter, posada en escena Claude Régy, Teatre Hébertot
- 1966: La prochaine fois je vous le chanterai de James Saunders, posada en escena Claude Régy, Teatre Antoine
- 1969: Le Premi d'Arthur Miller, posada en escena Raymond Rouleau, Teatre Montparnasse
- 1970: Un jour à la mort de Joe Egg de Peter Nichols, posada en escena Michel Fagadau, Teatre de la Gaîté-Montparnasse
- 1971: C'était hier de Harold Pinter, posada en escena Jorge Lavelli, Teatre Montparnasse
- 1982: L'Étrangleur s'excite d'Éric Naggar, posada en escena Jean Rocheport, Teatre Hébertot
- 1985: Boulevard du mélodrama de Juan Pineiro i Alfredo Arias, posada en escena Alfredo Arias, Centre dramàtica national d'Aubervilliers
- 1988: Une vie de theatre de David Mamet, Adaptació Pierre Laville, posada en escena Michel Piccoli, Teatre des Mathurins
- 1988: La femme à contre-jour d'Éric Naggar, posada en escena Jean Rochefort, Teatre des Mathurins
- 1988: La història del soldat d'Igor Stravinsky, posada en escena Jean Rochefort, Teatre de Paris
- 1988: Le Carnaval des animaux música Camille Saint-Saëns
- 1989: Une vie de teatre de David Mamet, posada en escena Michel Piccoli
- 1991: La histoire du soldat d'Igor Stravinsky, posada en escena Jean Rocheport
- 1995: Oraison funèbre a la mort de Condé de Jacques Bénigne Bossuet, música de Jean-Baptiste Lully, direcció Hervé Niquet, Chapelle Royale del Château de Versailles
- 1996: Le Petit Tailleur música de Tibor Tibor Harsányi i Le Carnaval des animaux música Camille Saint-Saëns, Teatre du Châtelet, Bruxelles
- 1998: « Art » de Yasmina Reza, posada en escena Patrice Kerbrat, amb Pierre Vaneck i Jean-Louis Trintignant, Teatre Hébertot
- 2004: Heureux ? sketchs de Fernand Raynaud, amb Bruno Fontaine, Comèdia des Champs-Élysées
- 2006: Mousquetaires de Richelieu, espectacle de Puy du Fou
- 2007 a l'Olympia: ha cantat Félicie aussi, cançó de Fernandel als tres concerts de la tornada de Vincent Delerm els 30, 31 maig de 2007 i 1 de juny de 2007

## Premis i nominacions

### Premis
- 1970: Premi del Syndicat de la critique: millor actor per Un jour à la mort de Joe Egg
- 1976: César al millor actor secundari per Que la fête commence
- 1978: César al millor actor per Le Crabe-tambour
- 1999: César d'honor pel conjunt de la seva carrera
- 2002: Premi Lumières al millor actor per L'Homme du train

### Nominacions
- 1980: César al millor actor per Courage fuyons
- 1988: César al millor actor per Tandem
- 1991: César al millor actor per El marit de la perruquera (Le Mari de la coiffeuse)
- 1997: César al millor actor secundari per Ridicule
- 2013: Premi Goya al millor actor per El artista y la modelo[6]